# Getting Any?
Getting Any? (jap. みんな～やってるか!, Minnā yatteru ka!, dt. „Tun’s alle?“) ist ein japanischer Spielfilm aus dem Jahr 1994. Regie bei der Filmkomödie führte Takeshi Kitano, der auch das Drehbuch schrieb. Die Hauptrolle spielte Dankan. Der Film stellt eine Satire auf die japanische Populärkultur von den 1950er bis zu den 1980er Jahren dar.

## Handlung
Asao ist ein ziemlicher Verlierer, der den ganzen Tag mit dem Betrachten von Pornofilmen verbringt bzw. sich vorstellt, selber Sex mit einer Frau zu haben. Asao hat keine Frau. So kommt er auf die seltsamsten Ideen, um junge Damen aufzureißen. Er hat die Idee, sich ein flottes Auto als Blickfang zu kaufen, lässt sich jedoch ein Auto andrehen, in dem er noch lächerlicher wirkt.
So läuft Asao nicht nur von Idee zu Idee, sondern auch von einem Unglück ins andere, wenn er zum Beispiel nach Gold graben oder eine Bank überfallen will.
Irgendwann trifft er auf einen verrückten Professor. Dieser hat mit seinem neuen Versuchskaninchen Großes vor. Asao unsichtbar zu machen, ist nur die erste spleenige Idee des Professors.
Am Ende ist Asao eine große Fliege auf einem riesigen Misthaufen.

## Rezeption
Getting Any?, bei dem Takeshi Kitano sich in den Credits als Beat Takeshi aufführen ließ, kam am 11. Februar 1995 in die japanischen Kinos und wurde dort zu einem Flop.
Die Kritiker waren gespalten. In Midnight Eye meinte man 2001, der Film sei ein bizarres, übertriebenes, absurdes und blödes Stück Slapstick-Dummheit. Der Film sei voller Anspielungen auf die damalige japanische Gesellschaft und Kultur, weshalb westliche Zuschauer die meisten Witze nicht verstehen könnten.